# Вальвація
Вальвація (від фр. valuation — підрахунок, оцінка) — встановлення курсу (вартості) іноземної валюти в національній грошовій одиниці. Вартість іноземної валюти в національних грошових одиницях визначається за вагою вміщеного в ній валютного металу (срібла, або золота).
На відміну від валоризації вальвація не включає тенденції до пониження або підвищення курсу, для цього застосовуються поняття ревальвація і девальвація.
Іноді у переносному значенні під вальвацією розуміється оцінка та визначення цінності будь-якої речі, будь-чого. Наприклад, у інших науках існують такі поняття, як вальвація особистості, вальвація мистецтва, вальвація сім'ї, вальвація конфлікту, вальвація цінностей тощо.

## Історія
Становлення вартості курсу іноземної валюти, як правило, здійснювалося шляхом формування спеціальної вальваційної таблиці (порівняльної таблиці вартості монет різних держав
), де вказувалося відношення іноземної валюти до національної.
Наприклад, за опублікованими урядом Речі Посполитої вальваційними таблицями 18 століття обігові курси російської та польської грошової одиниці, зокрема у Львові, коливалися й були наступними: у 1713—1717 рр. вартість російської копійки становила 2 польських гроша, а ціна рубля залежала від вмісту в ньому чистого срібла. Так, у 1735 р. він коштував 10 польських злотих, а в 1769 р. — вже 7 злотих.